# Devolución
Es el proceso mediante el cual un cliente que ha comprado una mercancía previamente la devuelve a la tienda y a cambio, recibe efectivo por devolución o, en algunos casos, otro artículo (igual o diferente, pero de valor equivalente) o un crédito para usar en la tienda. Muchos minoristas aceptan devoluciones siempre que el cliente tenga un recibo, ticket o factura como prueba de la compra, y siempre que se cumplan ciertos requisitos que dependen de las políticas del minorista; entre estos encontramos normalmente exigencias como que la mercancía esté en buenas condiciones (para revenderse), que las causas del deterioro o pérdida de calidad no sea imputables al cliente, que no haya pasado más de una cierta cantidad de tiempo después de haber realizado la compra o bien que se proporcione la identificación de compra y de artículo.
Mientras que para los minoristas no suele ser obligatorio aceptar las devoluciones, las leyes de muchos lugares requieren que los distribuidores publiquen su política de devolución en un lugar donde sea visible para el cliente antes de la compra.
En algunos países como Australia los derechos del consumidor dictan que en determinadas situaciones los consumidores tienen derecho a exigir un reembolso. Estas situaciones se refieren fundamentalmente a las ventas que se basaron en declaraciones engañosas, productos defectuosos o en condiciones de venta no reveladas.
Hay varias razones por las que los clientes pueden desear devolver la mercancía: un cambio de idea, deficiencia del producto, insatisfacción personal, compra equivocada, talla incorrecta (en el caso de la ropa). Puede darse el caso en que sea el fabricante quien solicita que la mercancía se devuelva a la tienda, lo que se conoce como una retirada de producto.